# Nhà thờ Thánh Barbara ở Světlá Hora
Nhà thờ Thánh Barbara ở Světlá Hora (tên gọi khác: Nhà thờ Thánh Barbara và Catherine ở Světlá Hora, tiếng Séc: Kostel sv. Barbory a sv. Kateřiny ve Světlé Hoře) là một nhà thờ Công giáo La Mã được xây dựng vào năm 1798, thuộc giáo xứ Malá Morávka, tọa lạc ở làng Světlá Hora, huyện Bruntál, vùng Moravskoslezský, Cộng hòa Séc. Thánh đường này có tên trong danh sách các di tích văn hóa cấp quốc gia.

## Lịch sử
Làng Světlá Hora lần đầu tiên được đề cập qua các văn bản lịch sử vào năm 1267. Lúc bấy giờ, ngôi làng này cùng những vùng lân cận đều là nơi khai thác mỏ. Năm 1798, một nhà thờ dành riêng cho Thánh Barbara và Thánh Catherine được xây dựng theo phong cách kiến trúc Baroque, nằm giữa khu vực nghĩa trang địa phương. Nhà thờ thuộc quyền quản lý của giáo xứ Malá Morávka, trong giáo phận Ostrava-Opava. Bàn thờ chính trong nhà thờ có đặt tượng Thánh Barbara - vị Thánh bảo trợ của những người thợ mỏ.
Nhà thờ được trùng tu vào năm 2010. Hiện nay, phần nội thất vẫn còn được bảo tồn nguyên vẹn, bao gồm: Đài Thánh giá, bục giảng, bức tranh phía sau đền tạm (bản gốc), đàn organ (có từ năm 1913).